# Dave Sheridan
David Christopher Sheridan (ur. 10 marca 1969 roku w Newark, USA) – amerykański aktor i komik, znany jako Dave Sheridan, alternatywnie także pod pseudonimem Randy Van Stone. W 2000 r. wystąpił w parodii horrorów Straszny film, w której wcielił się w podwójną rolę – upośledzonego Doofy'ego i bezlitosnego seryjnego mordercy. Ponadto zagrał m.in. w Ghost Worldzie (2001) oraz w Bękartach diabła (2005).
Sheridan jest też członkiem metalowego zespołu Van Stone (stąd jego pseudonim). Jako aktor pojawił się w teledysku Red Hot Chili Peppers By the Way.